# Ребрича (Васлуј)
Ребрича (рум. Rebricea) насеље је у Румунији у округу Васлуј у општини Ребрича. Oпштина се налази на надморској висини од 188 m.

## Становништво
Према подацима из 2002. године у насељу је живело 3632 становника, од којих су сви румунске националности.

### Хронологија
| Година       | 1992 | 1993 | 1994 | 1995 | 1996 | 1997 | 1998 | 1999 | 2000 | 2001 | 2002 | 2003 | 2004 | 2005 | 2006 | 2007 | 2008 | 2009 | 2010 | 2011 | 2012 | 2013 | 2014 | 2015 | 2016 | 2017 |
| ------------ | ---- | ---- | ---- | ---- | ---- | ---- | ---- | ---- | ---- | ---- | ---- | ---- | ---- | ---- | ---- | ---- | ---- | ---- | ---- | ---- | ---- | ---- | ---- | ---- | ---- | ---- |
| Становништво | 3792 | 3753 | 3726 | 3708 | 3634 | 3598 | 3549 | 3540 | 3551 | 3579 | 3603 | 3632 | 3652 | 3665 | 3713 | 3742 | 3769 | 3774 | 3775 | 3781 | 3803 | 3761 | 3785 | 3764 | 3741 | 3735 |